# Hochland von Aschanti
Das Hochland von Aschanti ist einer von fünf Naturräumen in Ghana. Die übrigen sind die Low Plains, Akwapim-Togo-Kette, Volta-Becken und High Plains.
Das Aschanti-Hochland schließt sich nördlich an die Low Plains an. Es erstreckt sich von der Elfenbeinküste über eine weite Hochebene bis zur Kwahu-Ebene und der Mampong-Erhebung am Rand des Volta-Sees. Nördlich stellt die Wenchi-Ebene zusammen mit den Boukem Bergen die weiteste Ausdehnung dar. Zwischen Wenchi und Koforidua breitet sich das Plateau über 193 km auf einer Höhe von durchschnittlich 450 Metern aus. Der höchste Punkt des Aschanti-Hochlandes ist mit 788 Metern der Mount Akawa in der Nähe des Ortes Begoro in der Mampong-Erhebung. Ein weiterer Berg ist der Mount Ajwisam (745 Meter ü. d. M.) in den Atewa-Bergen. Zudem erreicht ein Berg in den Mpesao-Bergen über 700 Meter Höhe sowie der Mount Obuom mit einer Höhe von 708 Metern südlich des Bosumtwi-Sees gelegen.
Aus dem Aschanti-Hochland kommen alle Flüsse, die in südliche Richtung zum Atlantik fließen (Pra, Birim, Offin, Tano und andere). Zudem wird dieses Gebiet in nördlicher Richtung über die Flüsse Afram und Pru entwässert, die in den Volta-See münden.
Die Niederschläge betragen im Aschanti-Hochland zwischen 1250 mm und 1900 mm im Jahr. In der Gegend um Obuasi und Nkawkaw ist dabei der meiste Niederschlag im Jahresmittel zu verzeichnen. Im Süden des Aschanti-Hochlandes, im Anschluss an die Low Plains, besteht die Vegetation noch aus offenem regengrünen Wald, der sich in Richtung Norden und in der Mampong-Erhebung (Mampong Scape) in zunächst feuchten und dann trockenen Höhenwald ausdünnt.
Der Name des Hochlands bezieht sich auf das Volk der Aschanti, in deren Siedlungsgebiet es sich befindet.